# Municipio de Harrison (Dakota del Norte)
El municipio de Harrison (en inglés, Harrison Township) es un municipio del condado de Ward, Dakota del Norte, Estados Unidos. Tiene una población estimada, a mediados de 2022, de 1776 habitantes.

## Geografía
Está ubicado en las coordenadas 48°14′39″N 101°22′00″O / 48.24417, -101.36667 (48.244034, -101.36663). Según la Oficina del Censo, tiene una superficie total de 49.81 km², de los cuales 49.73 km² corresponden a tierra firme y 0.08 km² están cubiertos de agua.

## Demografía
Según el censo de 2020, en ese momento había 1759 personas residiendo en la zona. La densidad de población era de 35.37 hab./km². El 92.95% de los habitantes eran blancos, el 0.74% eran afroamericanos, el 1.36% eran amerindios, el 0.63% eran asiáticos, el 0.17% eran isleños del Pacífico, el 1.02% eran de otras razas y el 3.13% eran de una mezcla de razas. Del total de la población, el 1.93% eran hispanos o latinos de cualquier raza.